# Ardices glatignyi
Ardices glatignyi är en fjärilsart som beskrevs av Le Guill. 1841. Ardices glatignyi ingår i släktet Ardices och familjen björnspinnare. Inga underarter finns listade i Catalogue of Life.

## Bildgalleri

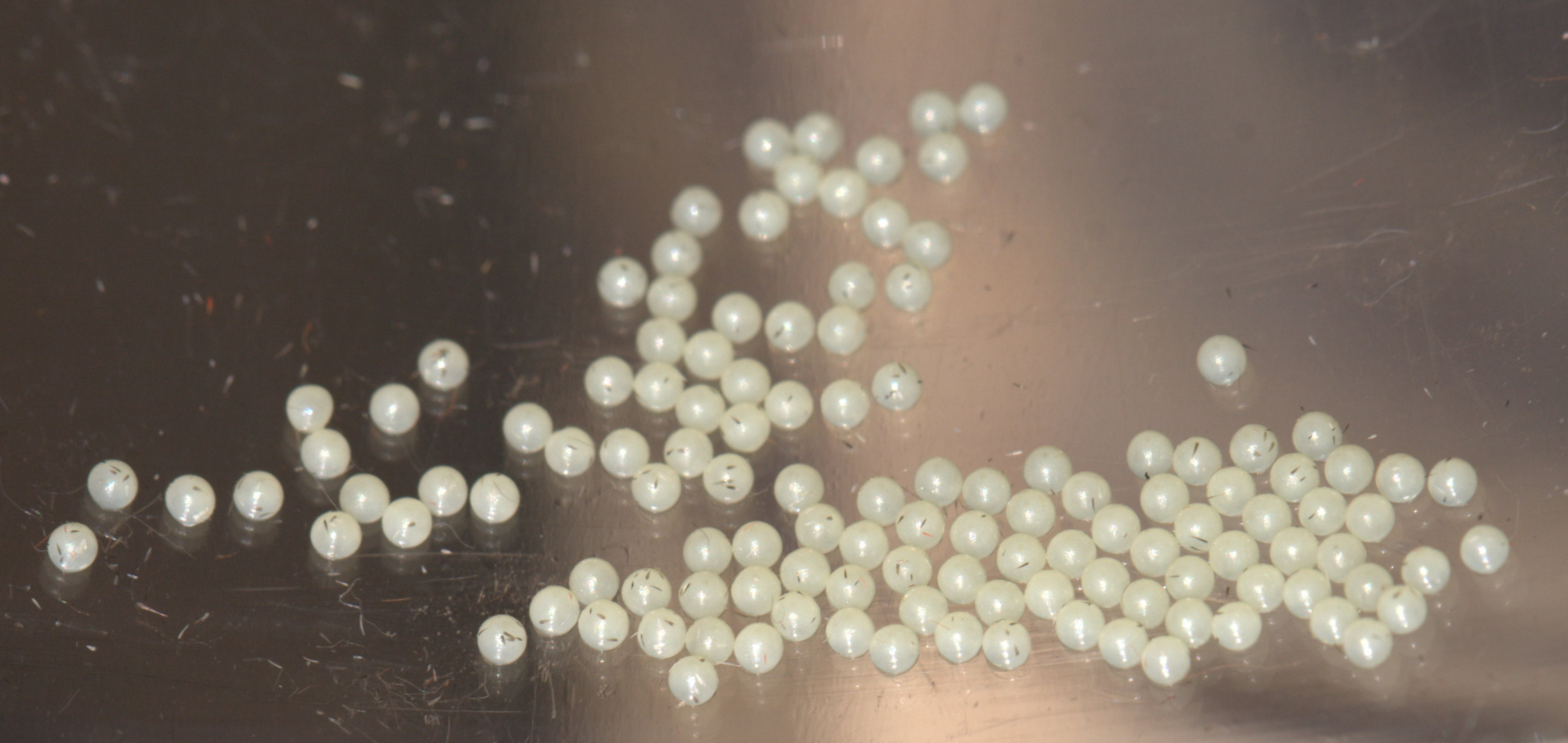
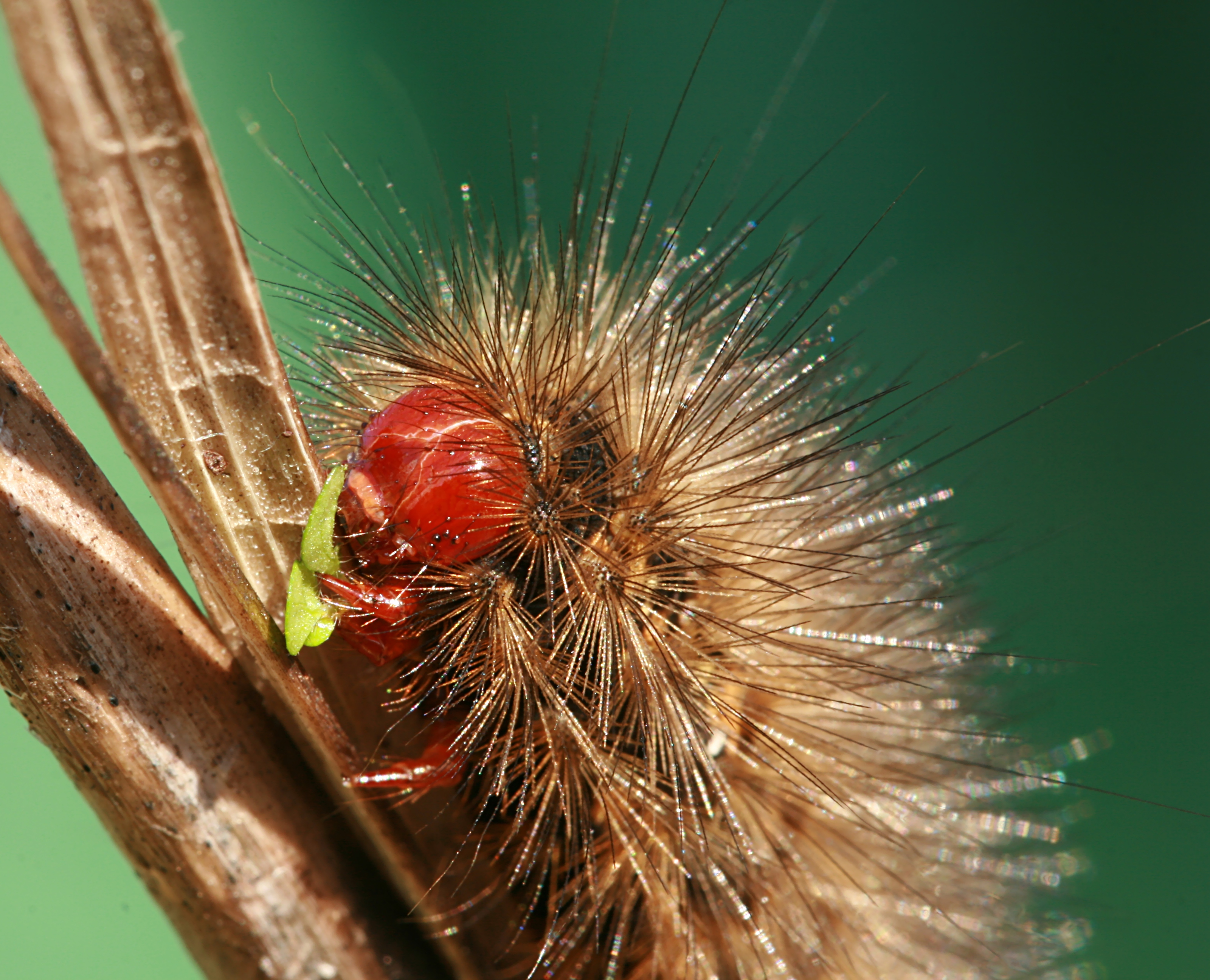